# Rickey Green
Rickey Green (Chicago, Illinois, 18 de agosto de 1954) es un exjugador de baloncesto estadounidense que jugó durante 13 temporadas en 8 diferentes equipos de la NBA. Con 1,83 metros de estatura, jugaba en la posición de base.

## Trayectoria deportiva

### Universidad
Comenzó su etapa universitaria en la Vincennes University, una universidad de grado medio, donde estuvo dos temporadas, promediando 19,1 puntos y 6,5 rebotes por partido. Tras acabar el grado medio se matriculó en la Universidad de Míchigan, jugando con los Wolverines dos años más, siendo elegido All-American en 1977. El año anterior llevó a su equipo a disputar la Final de la NCAA ante Indiana, perdiendo 86-68, pero consiguiendo un puesto en el mejor quinteto del Torneo.
Green promedió en Míchigan 19,7 puntos, 4,1 asistencias y 3,1 rebotes por partido.

### Profesional
Fue elegido en la decimosexta posición del Draft de la NBA de 1977 por Golden State Warriors, donde pasó su primera temporada sin contar apenas para su entrenador. Al año siguiente fue traspasado a Detroit Pistons, donde su situación no cambió. Su oportunidad llegó en la temporada 1980-81, cuando firmó con Utah Jazz. Su primer año en el equipo mormón fue similar a los anteriores, pero ya en la segunda campaña logró hacerse un hueco en el quinteto titular, completando una campaña en la que destacó tanto en ataque, promediando 14,8 puntos y 7,8 asistencias, como en defensa, con 2,3 robos de balón por partido (el sexto mejor de la liga).
Su evolución fue constante los dos siguientes años, situándose entre los mejores "ladrones" de balones de la liga (segundo en 1983 y primero en 1984), y mejorando en todos los aspectos del juego, lo que le hizo ganarse un puesto en el All-Star Game de 1984. Jugó cuatro temporadas más en Salt Lake City, perdiendo paulatinamente protagonismo.
En 1988 fue incluido en el draft de expansión, siendo elegido por el recién creado equipo de los Charlotte Hornets. Apenas jugaría 33 partidos con el nuevo equipo, siendo traspasado a mitad de temporada a Milwaukee Bucks, donde corrió parecida suerte. A comienzos de la temporada 1989-90 fichó como agente libre por Indiana Pacers con 35 años a sus espaldas, equipo que le condenó al ostracismo, jugando únicamente minutos de la basura. Cuando todo parecía indicar el final de la carrera profesional de Green, los Sixers se fijaron en él, renaciendo, ganándose el puesto de titular nuevamente, y promediando 10 puntos y 5,2 asistencias por partido.
Ya con 37 años ficharía por Boston Celtics, donde jugaría apenas 26 partidos al lado de los Larry Bird, Robert Parish, Kevin McHale y compañía. Se retiró ese año, consiguiendo en el total de su carrera unos promedios de 9,4 puntos y 5,5 asistencias por partido.

## Estadísticas de su carrera en la NBA
|  | Líder de la liga |

### Temporada regular
| Año      | Equipo       | PJ  | PT  | MPP  | %TC  | %3P  | %TL  | RPP | APP  | ROB  | TPP | PPP  |
| -------- | ------------ | --- | --- | ---- | ---- | ---- | ---- | --- | ---- | ---- | --- | ---- |
| 1977-78  | Golden State | 76  | –   | 14.4 | .381 | –    | .600 | 1.5 | 2.0  | 0.8  | 0.0 | 4.5  |
| 1978-79  | Detroit      | 27  | –   | 16.0 | .379 | –    | .672 | 1.5 | 2.3  | 0.9  | 0.0 | 6.6  |
| 1980-81  | Utah         | 47  | –   | 27.8 | .481 | .000 | .722 | 2.5 | 5.0  | 1.6  | 0.0 | 9.0  |
| 1981-82  | Utah         | 81  | 73  | 34.8 | .493 | .000 | .765 | 3.0 | 7.8  | 2.3  | 0.1 | 14.8 |
| 1982-83  | Utah         | 78  | 78  | 35.7 | .493 | .154 | .797 | 2.9 | 8.9  | 2.8  | 0.1 | 14.3 |
| 1983-84  | Utah         | 81  | 81  | 34.2 | .486 | .118 | .821 | 2.8 | 9.2  | 2.7* | 0.2 | 13.2 |
| 1984-85  | Utah         | 77  | 77  | 31.6 | .477 | .300 | .869 | 2.5 | 7.8  | 1.7  | 0.0 | 13.0 |
| 1985-86  | Utah         | 80  | 44  | 25.2 | .471 | .172 | .852 | 1.7 | 5.1  | 1.3  | 0.1 | 11.7 |
| 1986-87  | Utah         | 81  | 80  | 25.8 | .467 | .368 | .827 | 2.0 | 6.7  | 1.4  | 0.0 | 9.6  |
| 1987-88  | Utah         | 81  | 3   | 13.8 | .424 | .211 | .904 | 1.0 | 3.7  | 0.7  | 0.0 | 4.9  |
| 1988-89  | Charlotte    | 33  | 2   | 11.2 | .432 | .200 | .929 | 0.7 | 2.5  | 0.5  | 0.0 | 3.9  |
| 1988-89  | Milwaukee    | 30  | 0   | 16.7 | .545 | .333 | .895 | 1.5 | 3.5  | 0.7  | 0.1 | 5.4  |
| 1989-90  | Indiana      | 69  | 0   | 13.4 | .433 | .091 | .843 | 0.8 | 2.6  | 0.7  | 0.0 | 3.5  |
| 1990-91  | Philadelphia | 79  | 75  | 28.5 | .463 | .222 | .830 | 1.7 | 5.2  | 0.7  | 0.1 | 10.0 |
| 1991-92  | Boston       | 26  | 0   | 14.1 | .447 | .250 | .722 | 0.9 | 2.6  | 0.7  | 0.0 | 4.1  |
| Total    | Total        | 946 | 513 | 24.6 | .469 | .207 | .807 | 1.9 | 5.5  | 1.4  | 0.1 | 9.4  |
| All-Star | All-Star     | 1   | 0   | 19.0 | .375 | –    | –    | 0.0 | 11.0 | 1.0  | 0.0 | 6.0  |

### Playoffs
| Año   | Equipo       | PJ | PT | MPP  | %TC  | %3P  | %TL   | RPP | APP | ROB | TPP | PPP  |
| ----- | ------------ | -- | -- | ---- | ---- | ---- | ----- | --- | --- | --- | --- | ---- |
| 1984  | Utah         | 11 | –  | 36.7 | .424 | .250 | .744  | 3.1 | 9.5 | 1.7 | 0.4 | 14.6 |
| 1985  | Utah         | 10 | 10 | 30.2 | .538 | .143 | .921  | 3.0 | 7.5 | 1.2 | 0.0 | 15.0 |
| 1986  | Utah         | 4  | 4  | 29.8 | .488 | .500 | .909  | 2.3 | 9.5 | 0.5 | 0.0 | 13.3 |
| 1987  | Utah         | 4  | 3  | 18.0 | .478 | .000 | .833  | 2.0 | 6.3 | 0.5 | 0.0 | 6.8  |
| 1988  | Utah         | 7  | 0  | 5.4  | .250 | –    | –     | 0.1 | 1.3 | 0.3 | 0.0 | 0.6  |
| 1989  | Milwaukee    | 8  | 0  | 13.8 | .414 | .500 | 1.000 | 1.6 | 2.3 | 0.6 | 0.0 | 3.6  |
| 1990  | Indiana      | 3  | 0  | 10.3 | .143 | –    | –     | 0.3 | 1.0 | 0.3 | 0.0 | 0.7  |
| 1991  | Philadelphia | 8  | 8  | 24.9 | .436 | .750 | .889  | 1.1 | 2.8 | 0.9 | 0.0 | 7.4  |
| Total | Total        | 55 | 25 | 23.2 | .455 | .350 | .847  | 1.9 | 5.3 | 0.9 | 0.1 | 8.8  |